# Nước cứng

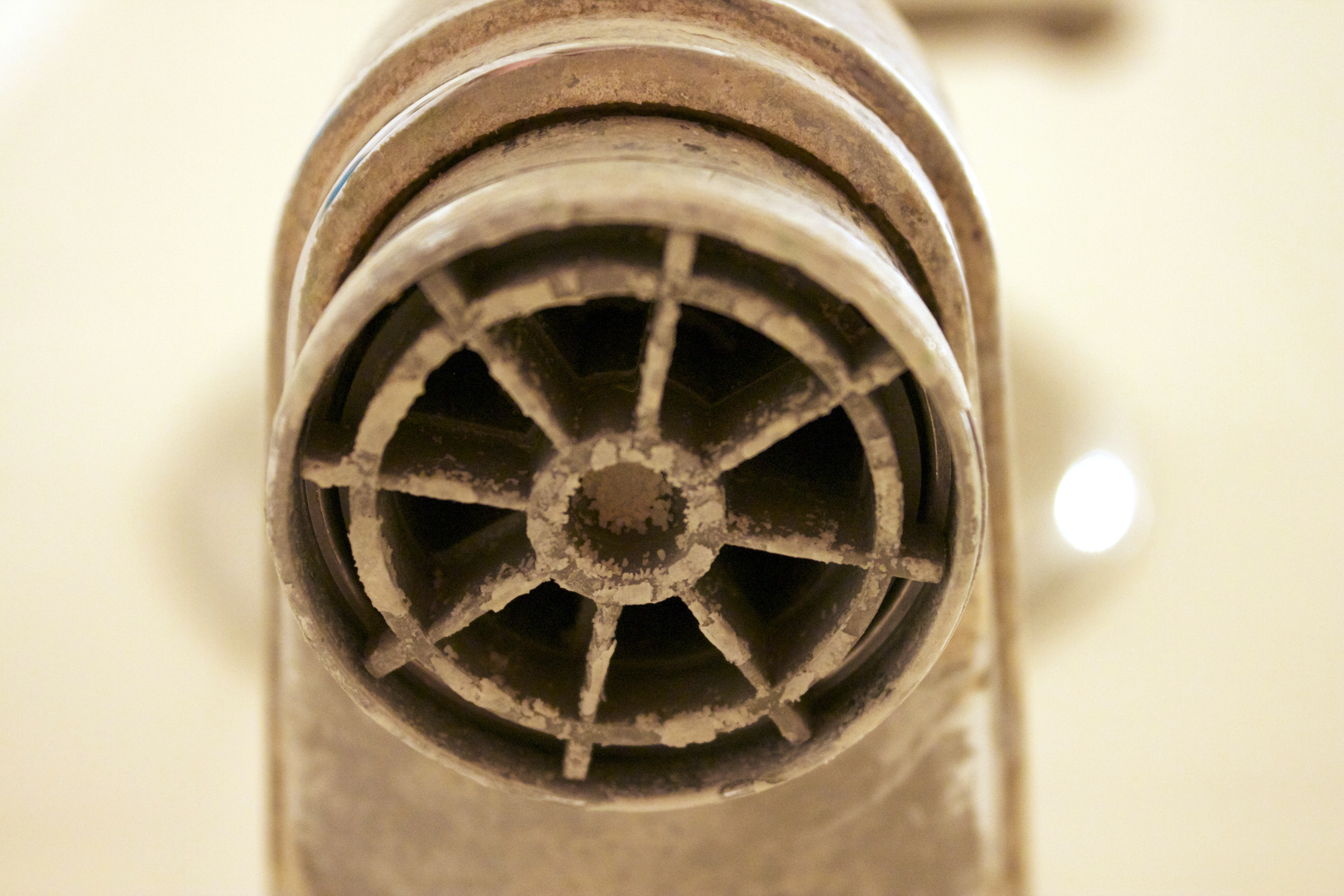
Vòi nước bị đóng cặn vôi gây ra do nước cứng

Nước cứng là loại nước chứa hàm lượng chất khoáng cao, chủ yếu là hai ion calci (Ca2+) và magnesi (Mg2+). Nước cứng được hình thành khi nước ngầm thấm qua những lớp đá vôi, đá phấn, hoặc thạch cao mà những loại đá này vốn chứa lượng lớn ion calci và magie ở dạng hợp chất cacbonat, hydro cacbonat, sulfat. Trong nước cứng cũng có thể chứa các ion sắt; khi bị oxy hóa, những ion này sẽ xuất hiện dưới dạng vết ố nâu đỏ trên bề mặt vật liệu tráng men hoặc vải sợi. Ngoài ra, những ion kim loại khác như stronti, nhôm, bari, mangan, kẽm cũng có thể gây ra hiện tượng nước cứng, nhưng vì hàm lượng trong nước của những ion này thường rất thấp nên không đáng kể.
Nước cứng là nguyên nhân gây ra nhiều vấn đề nghiêm trọng trong các ngành công nghiệp; do vậy, độ cứng của nước công nghiệp cần được kiểm soát chặt chẽ nhằm tránh những tổn hại cho các thiết bị sử dụng nước như lò hơi, tháp giải nhiệt. Trong hoạt động thường ngày, nước cứng thường được nhận biết thông qua hiện tượng xà bông khi pha trong nước sẽ không tạo bọt hoặc sự hình thành cặn vôi trong bình nấu nước sôi. Khi nước cứng trở thành vấn đề nghiêm trọng, người ta cần sử dụng hệ thống làm mềm nước (khử cứng) để giảm tác hại gây ra bởi nước cứng.

## Nguyên nhân

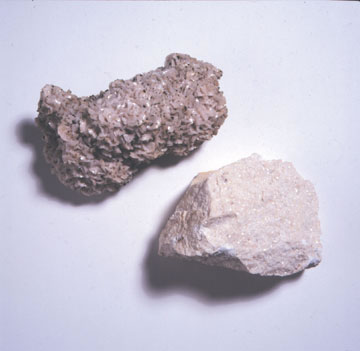
Một mẫu đá khoáng dolomit (CaCO3*MgCO3)

Độ cứng của nước được xác định bằng nồng độ những cation đa hóa trị tồn tại trong nước. Cation đa hóa trị là những hợp chất phức kim loại có điện tích lớn hơn 1+ (nghĩa là có hóa trị II trở lên). Những cation thường gặp trong nước cứng là ion Ca2+ và Mg2+. Khi nước thẩm thấu qua các lớp đá khoáng trong tầng ngậm nước, những ion này sẽ hòa tan vào nước. Loại đá khoáng chứa ion calci và magnesi chủ yếu là dolomit (CaMg(CO
3)
2). Nước mưa và nước cất được xem là "nước mềm" vì chứa rất ít ion kim loại.
Nước mưa, vốn chứa ít ion kim loại, khi rơi xuống đất sẽ trở thành nước mặt, kéo theo các tạp chất như bụi bẩn, chất rắn hòa tan, huyền phù, đồng thời khí cacbon dioxide (CO2) có trong không khí. Khí CO2 trong các quá trình sinh học, như phân hủy sinh vật, sẽ tiếp tục được hấp thu vào nước mặt và các tầng nước ngầm. Cacbon dioxide khi hòa tan trong nước sẽ tạo dung dịch axit cacbonic (H
2CO
3). Axit cacbonic sẽ hòa tan những loại đá khoáng như dolomit (chứa calci cacbonat và magie cacbonat) hoặc đá vôi (chứa calci cacbonat) theo phản ứng hóa học sau:
H
2CO
3 + CaCO
3  →  Ca2+ + 2HCO−
3
H
2CO
3 + MgCO
3  →  Mg2+ + 2HCO−
3
Các quá trình hấp thụ CO2 vào nước và phản ứng hòa tan các đá khoáng cacbonat sẽ tiếp tục cho đến khi đạt được dung dịch loãng chứa muối hydro cacbonat (bicacbonat) của calci và magnesi. Quá trình cân bằng hóa học được thể hiện bằng phương trình tổng quát như sau (với calci cacbonat đại diện cho độ cứng của nước):
CaCO
3 + CO
2 + H
2O  ⇌  Ca2+ + 2HCO−
3

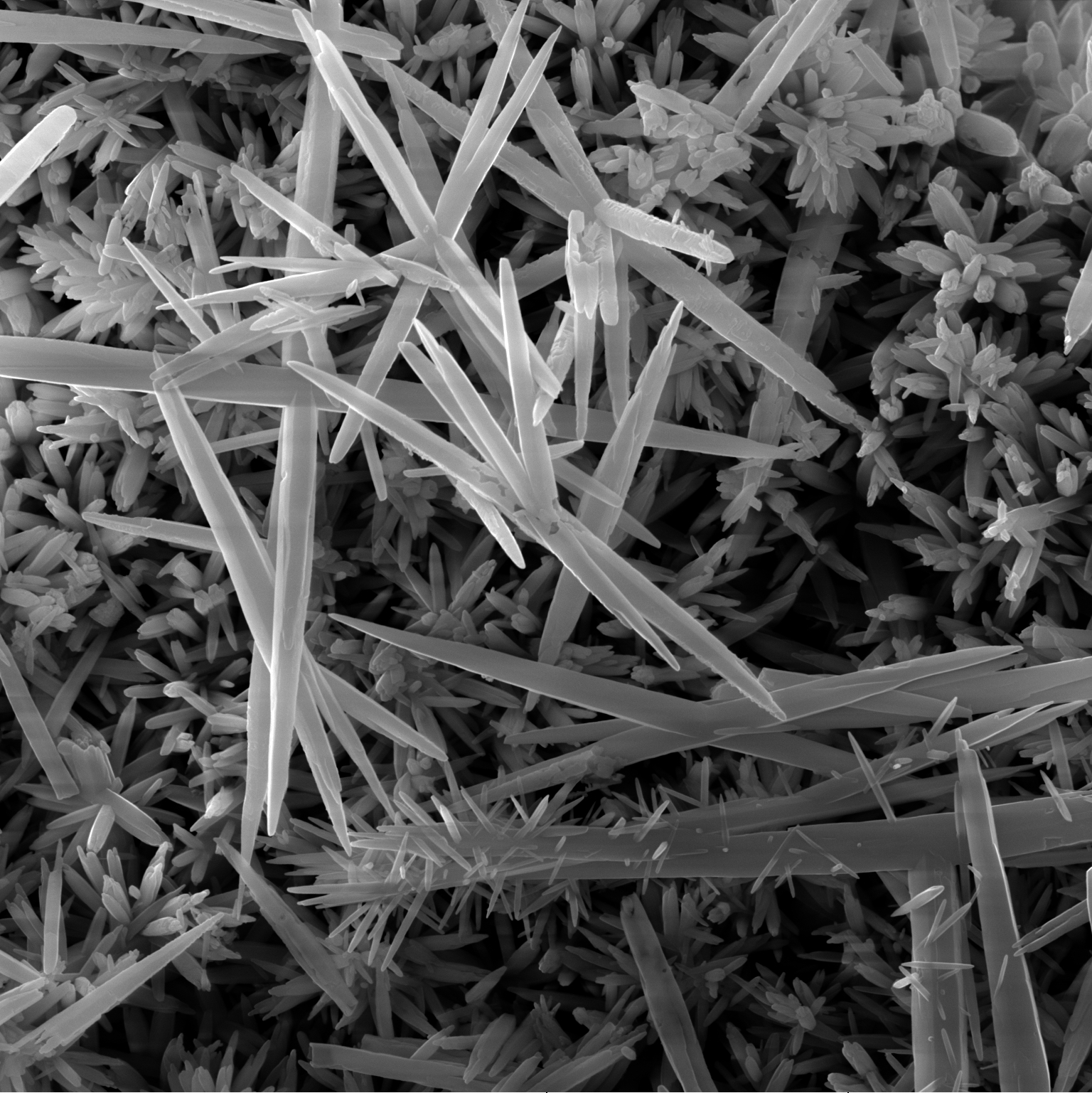
Tinh thể calci cacbonat trong cặn vôi dưới kính hiển vi

Phản ứng trên có tính thuận nghịch. Nước mưa chứa CO2 sẽ phản ứng với calci cacbonat và hòa tan ion calci vào nước, đồng thời tạo ion hydro cacbonat. Ngược lại, khi cacbon dioxide bị bay hơi khỏi dung dịch (ví dụ, do nhiệt độ tăng lên), cân bằng hóa học sẽ dịch chuyển về bên trái theo nguyên lý Le Chatelier, tạo thành kết tủa calci cacbonat dạng rắn, dưới dạng đá calcit, thạch nhũ, hoặc măng đá.

### Độ cứng tạm thời
Độ cứng tạm thời, hay còn gọi là "độ cứng cacbonat", là độ cứng tương đương với hàm lượng cacbonat và hydro cacbonat trong nước của ion calci và magnesi. Nước cứng tạm thời chứa hai cation calci và magnesi (Ca2+, Mg2+) cùng hai anion cacbonat và hydro cacbonat (CO2−
3, HCO−
3). Hàm lượng cation Ca2+, Mg2+ liên quan đến độ cứng của nước. Tuy nhiên, khác với độ cứng vĩnh cửu, độ cứng tạm thời có thể được xử lý bằng phương pháp dùng nhiệt độ. Khi đun sôi nước, ion hydro cacbonat sẽ tạo thành cacbonat, phương trình cân bằng sẽ dịch chuyển về bên trái, tạo thành calci cacbonat kết tủa khỏi dung dịch. Dung dịch sau khi kết thúc quá trình gia nhiệt trở thành "nước mềm". Phản ứng hóa học được biểu diễn như sau:
Ca(HCO
3)
2 + ΔH  →  CaCO
3↓ + H
2O + CO
2↑
Với ΔH là nhiệt được cung cấp.

### Độ cứng vĩnh cửu
Độ cứng vĩnh cửu, hay còn gọi là độ cứng phi cacbonat, gây ra do sự có mặt của các muối chloride và sulfat như CaCl2, CaSO4, MgCl2, MgSO4. Những muối này không kết tủa khi đun sôi nước do các ion chloride và sulfat không bị phân hủy do nhiệt như ion hydro cacbonat trong nước cứng tạm thời. Do vậy, loại độ cứng này không thể xử lý được bằng phương pháp nhiệt. Khi một mẫu dung dịch nước được đun sôi, các ion hydro cacbonat (HCO−
3) sẽ phân hủy thành CO2−
3 và khí CO2; các ion Ca2+ và Mg2+ sẽ kết hợp với CO2−
3 tạo kết tủa. Phản ứng này sẽ dừng lại khi toàn bộ lượng ion cacbonat đã được kết tủa hết. Lượng ion Ca2+ và Mg2+ còn lại trong dung dịch chính là độ cứng vĩnh cửu. Độ cứng vĩnh cửu có thể được loại bỏ bằng phương pháp hóa học, khi sử dụng vôi tôi (Ca(OH)
2), sođa (Na
2CO
3), hoặc natri aluminat (NaAlO
2).

### Độ cứng toàn phần
Độ cứng toàn phần, hay còn gọi là "độ cứng tổng", bằng tổng hàm lượng toàn bộ các ion calci và magnesi có trong dung dịch, được thể hiện dưới hàm lượng tương đương của CaCO
3. Nói cách khác, độ cứng toàn phần bằng giá trị độ cứng tạm thời và độ cứng vĩnh cửu cộng lại. Độ cứng tạm thời được tính dựa trên hàm lượng ion hydro cacbonat, còn độ cứng toàn phần được tính dựa trên hàm lượng ion calci và magnesi. Nếu độ cứng tạm thời lớn hơn hoặc bằng độ cứng toàn phần, có thể suy ra giá trị độ cứng vĩnh cửu bằng 0 và độ cứng tạm thời chính là giá trị độ cứng của dung dịch.

## Ảnh hưởng

### Trong sinh hoạt

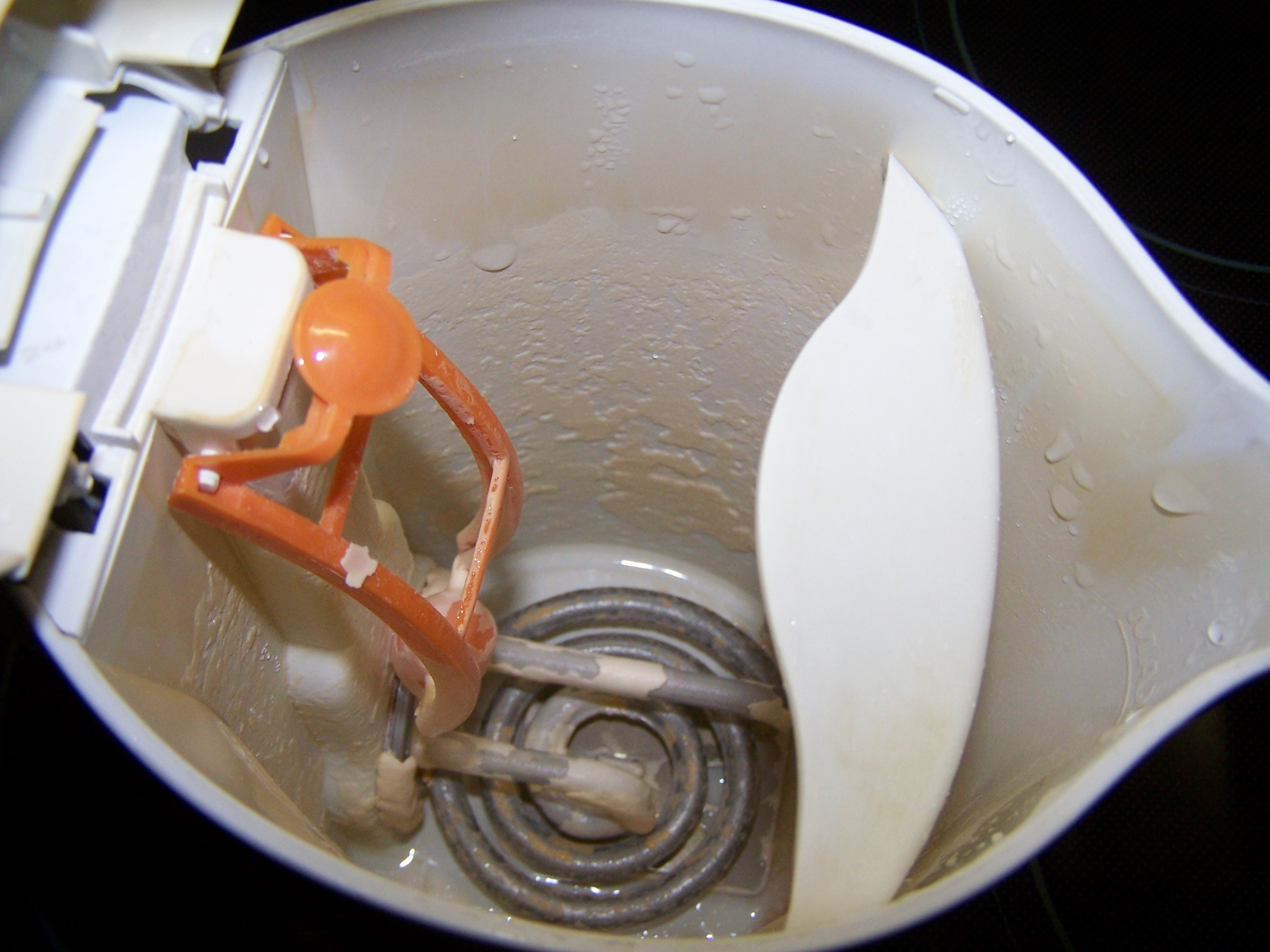
Cặn vôi bên trong bình nấu nước gây ra do nước cứng

Nước cứng làm giảm khả năng tạo bọt của xà phòng, đồng thời làm giảm tác dụng tẩy rửa do tạo muối calci không tan. Công thức hóa học của xà bông có chứa những hợp chất muối natri của những axit hữu cơ mạch dài, như natri oleat hoặc natri stearat. Khi sử dụng trong nước mềm, muối natri stearat hòa tan dễ dàng, ion stearat (C
17H
35COO−
) thể hiện hoạt tính tẩy rửa của xà phòng. Tuy nhiên, khi sử dụng trong nước cứng, ion stearat sẽ phản ứng kết hợp với ion calci hoặc magnesi tạo thành hợp chất tủa không tan, calci stearat, thường được gọi là "váng bọt xà phòng" (soap scum). Những váng bọt này khi bám trên quần áo sẽ khó tẩy sạch, đồng thời làm giảm độ bền quần áo và vải sợi.
C
17H
35COO−Na → C
17H
35COO−
 + Na+

2 C
17H
35COO−
 + Ca2+ → (C
17H
35COO)
2Ca↓
Đối với các đồ dùng trong nhà bếp để đun nấu như bình nấu nước hoặc bình nóng lạnh, CaCO3 tạo ra khi đun sôi nước, gây cáu cặn, làm giảm khả năng dẫn và truyền nhiệt, tiêu hao điện năng, gây lãng phí, đồng thời nhanh làm hỏng sản phẩm. Dùng nước cứng để nấu ăn sẽ làm đậu, thịt khó chín, làm mất vị và màu sắc thực phẩm.

### Trong công nghiệp

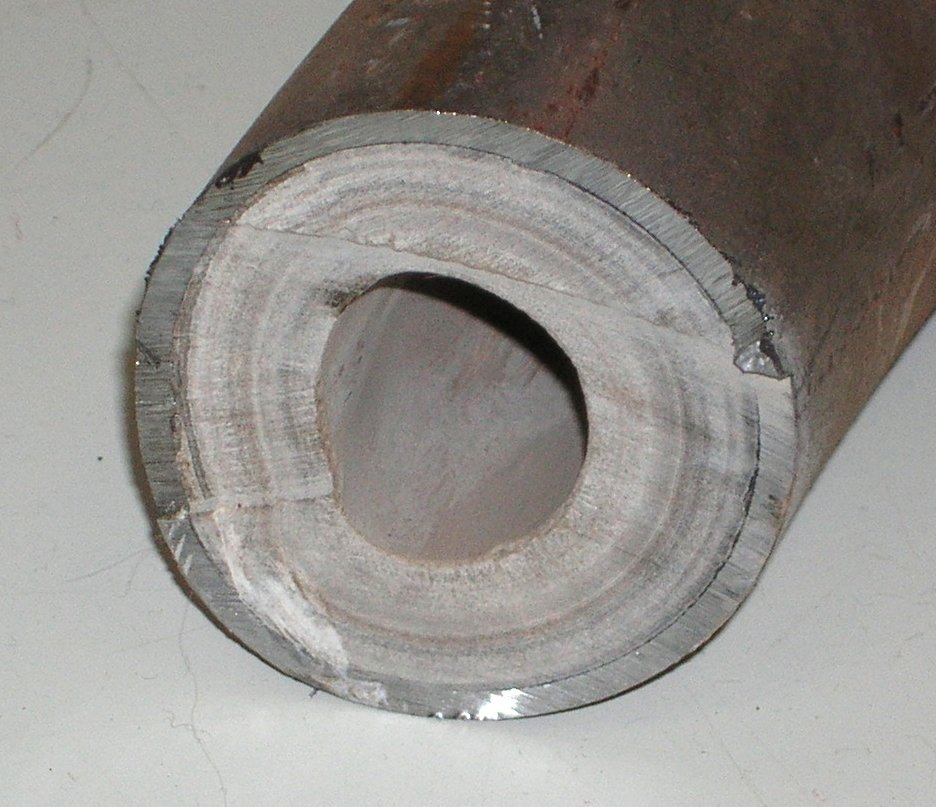
Cặn vôi bám bên trong một đường ống, làm giảm hiệu quả truyền nhiệt

Các thành phần calci cacbonat và magnesi cacbonat trong nước cứng dẫn đến tình trạng bám cặn trên bề mặt thiết bị nhiệt, gây tắc nghẽn, làm giảm hệ số lưu lượng trên đường ống, gây hư hỏng dẫn đến chi phí sửa chữa hoặc thay thế cao.
Nước cứng không được phép dùng trong nồi hơi vì khi đun sôi nước cứng thì calci cacbonat (CaCO3) và magie cacbonat (MgCO3) sẽ kết tủa bám vào phía trong thành nồi hơi tạo thành một lớp cáu cặn cách nhiệt, làm giảm hệ số cấp nhiệt, đồng thời gây hiện tượng quá nhiệt cho kim loại, dẫn đến hư hỏng thiết bị, đường ống kim loại. Chỉ cần một lớp mỏng calci cacbonat với độ dày 0,8 mm (khoảng 1/32 in) bên trong bề mặt nồi hơi sẽ làm tăng lượng nhiên liệu tiêu thụ cao hơn 5%–8% so với nồi hơi có bề mặt không bị bám cáu cặn.

### Đối với sức khỏe
Vào thập niên 1970, người ta phát hiện tỉ lệ mắc bệnh tim mạch của người dân ở những vùng sử dụng nước mềm cao hơn so với tỉ lệ của những người ở khu vực sử dụng nước cứng. Nhiều nghiên cứu được thực hiện ở Hoa Kỳ, Canada, và Châu Âu, để tìm ra mối liên quan hệ giữa ảnh hưởng của nước cứng trong sinh hoạt đối với những bệnh tim mạch. Tuy những nghiên cứu này chỉ mới ở giai đoạn sơ bộ và chưa hoàn thiện, người ta đưa ra giả thiết rằng những nguyên tố như calci, magnesi, mangan, trong nước cứng có tác dụng ngăn ngừa nguyên nhân gây bệnh tim mạch.
Nhiều nghiên cứu sau đó chỉ ra rằng nước cứng không những không có hại cho sức khỏe con người mà ngược lại, còn có một số lợi ích nhờ vào các nguyên tố calci và magnesi có trong nước cứng. Nước cứng được xem là nguồn cung cấp hai nguyên tố này cho cơ thể con người. Theo Tổ chức Y tế Thế giới (WHO), calci và magnesi là những nguyên tố thiết yếu và có lợi ích đối với con người. Việc thiếu hụt những nguyên tố này trong khẩu phần dinh dưỡng sẽ dẫn đến nhiều vấn đề về sức khỏe. Ví dụ, việc thiếu hụt hấp thu calci sẽ dễ dẫn đến các bệnh như ung thư dạ dày, loãng xương, sỏi thận, ung thư đại tràng, cao huyết áp, đột quỵ, bệnh động mạch vành...  Nguyên tố magnesi là loại cation nhiều thứ tư trong cơ thể con người và nhiều thứ hai trong các dịch nội bào. Nguyên tố magnesi được cho là yếu tố có lợi chính trong nước cứng. Việc thiếu hụt magnesi sẽ dễ dẫn đến các bệnh như cao huyết áp, bệnh động mạch vành, giảm hấp thụ insulin, tiểu đường, ung thư thực quản, ung thư buồng trứng. Một số nghiên cứu khuyến cáo nồng độ tối ưu trong nước uống của nguyên tố calci là 40–80 ppm và magnesi là 20–30 ppm; còn độ cứng toàn phần trong nước tối ưu là 2–4 mmol/L (tương đương 200–400 ppm).

## Phương pháp làm mềm nước
Có nhiều phương pháp làm mềm nước cứng (khử cứng); một số phương pháp phổ biến trong công nghiệp và dân dụng là:
- Trao đổi ion (Ion exchange)
- Khử muối khoáng (Demineralization)
- Kết tủa (Precipitation)
- Thẩm thấu ngược (Reverse osmosis)
- Chưng cất (Distillation)

Bốn phương pháp — khử khoáng, thẩm thấu ngược, chưng cất, kết tủa — làm giảm độ cứng của nước bằng cách loại bỏ chất khoáng rắn khỏi nước. Lượng tổng chất rắn hòa tan (TDS) trong nước được giảm đáng kể hoặc thậm chí bị loại bỏ hoàn toàn. Ngược lại, phương pháp trao đổi ion giảm độ cứng bằng cách loại bỏ các ion gây độ cứng là calci–magnesi và thay thế bằng các ion đơn hóa trị như natri, kali. Trong phương pháp trao đổi ion, lượng tổng chất rắn hòa tan của dung dịch không thay đổi.

### Trao đổi ion
Trong phương pháp làm mềm nước cứng bằng công nghệ trao đổi ion, nước cần xử lý được đi qua một thiết bị chứa những hạt nhựa trao đổi ion. Những hạt nhựa này được làm từ một loại polyme có chứa những nhóm chức mang điện tích âm. Những nhóm chức liên kết yếu với những ion trái dấu (mang điện tích dương) để đảm bảo trung hòa điện tích. Khi tiếp xúc với dung dịch, những ion trái dấu này (cation) dễ dàng tách ra khỏi polyme, di chuyển vào dung dịch, đồng thời trao đổi với những cation khác có sẵn trong dung dịch và liên kết với các nhóm thế của polyme. Trong các thiết bị làm mềm nước dân dụng, polyme trong hạt nhựa trao đổi ion có chứa nhóm chức −SO−
3. Cation trong polyme là natri (Na+) sẽ trao đổi với cation calci (Ca2+) trong nước cứng theo phản ứng hóa học sau:
2 R−SO−
3−Na+
 + Ca2+  ⇌  (R−SO−
3)
2Ca + 2 Na+

Với R là công thức rút gọn của mạch polyme.
Nước cứng sau khi đi qua lớp hạt trao đổi ion sẽ giảm nồng độ Ca2+ và Mg2+, đồng thời chứa ion Na+ trong dung dịch. Khi những hạt nhựa trở nên bão hòa calci và magnesi, tức không thể trao đổi thêm ion, nước cứng đi qua thiết bị trao đổi ion sẽ không thể được làm mềm nữa. Lúc này, thiết bị trao đổi ion cần được hoàn nguyên bằng cách bơm dung dịch muối natri chloride (NaCl) nồng độ 10% vào thiết bị. Nồng độ natri cao trong dung dịch hoàn nguyên sẽ để dịch chuyển phản ứng trao đổi ion về bên trái, hạt nhựa sẽ mất cation Ca2+ và liên kết lại với cation Na+.

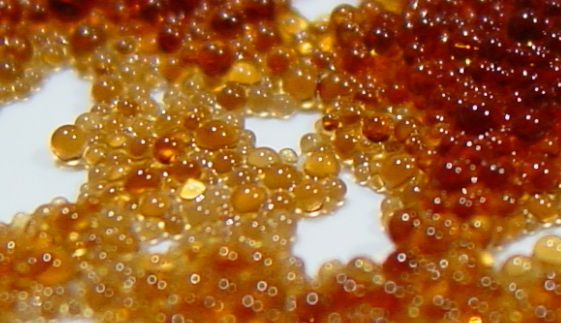
Hạt nhựa trao đổi ion zeolit

Có 4 loại hạt nhựa trao đổi ion cơ bản là cation axit mạnh (SAC), cation axit yếu (WAC), anion base mạnh (SBA), và anion base yếu (WBA). Trong đó, phương pháp natri zeolit, sử dụng loại hạt nhựa cation axit mạnh (SAC), là phương pháp làm mềm nước trao đổi ion phổ biến nhất. Zeolit được chia thành ba loại sản phẩm chính: zeolite đá xanh (greensand – dùng cho nước có độ cứng tương đối thấp), zeolite cacbon (dùng cho độ cứng trung bình), và zeolite nhựa styren (dùng cho độ cứng cao). Phản ứng hóa học của cột trao đổi ion zeolit như sau:
Na
2Z + Ca2+  ⇌  CaZ + 2 Na+

Với Z là công thức rút gọn của zeolit.
Ưu điểm của phương pháp làm mềm nước bằng trao đổi ion là thiết bị vận hành đơn giản, hiệu quả, chi phí đầu tư quy trình vận hành tự động hoặc bán tự động thấp. Ngoài ra, nước muối NaCl dùng để hoàn nguyên cũng rẻ tiền và an toàn khi sử dụng. Hệ thống trao đổi ion có thể hoạt động hiệu quả ở nhiều loại kích cỡ thiết bị từ nhỏ đến lớn, nên hệ thống này phù hợp cho nhiều ứng dụng trong dân dụng và công nghiệp. Nhược điểm của phương pháp này là chỉ xử lý được độ cứng nhưng không xử lý được chất rắn hòa tan, độ kiềm, và silica (SiO2) trong nước. Thiết bị làm mềm nước natri zeolit không thể thay thế hoàn toàn cho hệ thống làm mềm nước vôi–sođa (phương pháp kết tủa). Ngoài ra, phương pháp trao đổi ion không hiệu quả với loại nước có độ đục cao. Nếu nước đầu vào có độ đục cao, cần sử dụng hệ thống tách–lọc trước khi đưa vào thiết bị làm mềm nước. Hạt nhựa trao đổi ion cũng dễ bị ảnh hưởng bởi kim loại nặng và những chất oxy hóa mạnh như clo. Những chất này cần được xử lý bằng natri sunfit hoặc đi qua bộ lọc than hoạt tính trước khi làm mềm bằng cột trao đổi ion.

### Khử muối khoáng
Trong một số quy trình và thiết bị đặc biệt như nồi hơi áp suất cao hoặc sản xuất thiết bị điện tử, việc làm mềm nước cứng không chỉ loại bỏ các ion độ cứng (Ca2+, Mg2+), mà còn yêu cầu phải loại bỏ toàn bộ chất rắn hòa tan từ các ion khác như Na+
, SiO
2, Cl−
, SO2−
4, NO−
3. Do vậy, cần dùng đến phương pháp khử muối khoáng.
Phương pháp khử muối khoáng, hay còn gọi là phương pháp khử ion (deionization), về bản chất là một phương pháp trao đổi ion nhằm loại bỏ toàn bộ muối vô cơ khỏi dung dịch nước. Trong phương pháp này, hai thiết bị trao đổi ion được đặt và hoạt động nối tiếp nhau. Thiết bị đầu tiên được gọi là cột trao đổi cation. Trong thiết bị này, các ion calci, magnesi, natri... sẽ được trao đổi với ion hydro (H+). Dung dịch trước lọc khi đi qua cột trao đổi cation sẽ được chuyển hóa thành axit dưới dạng axit sunfuric, axit hydrochloride, cacbon dioxide. Phương trình phản ứng minh họa như sau:
CaSO
4 + H
2Z  →  CaZ + H
2SO
4
Ca(HCO
3)
2 + H
2Z  →  CaZ + 2 H
2O + 2 CO
2
2 NaCl + H
2Z  →  Na
2Z + HCl
Với Z là công thức rút gọn của zeolit.
Dung dịch sau lọc là dung dịch có tính axit, được di chuyển tiếp qua thiết bị thứ hai, được gọi là cột trao đổi anion. Tại đây, các anion gốc axit như SO2−
4, Cl−
, NO−
3 sẽ được trao đổi với ion hydroxide (OH-). Dung dịch sau lọc của cột trao đổi anion sẽ là dung dịch nước không chứa ion. Phương trình phản ứng minh họa như sau:
H
2SO
4 + Z(OH)
2  →  ZSO
4 + 2 H
2O
2 HCl + Z(OH)
2  →  ZCl
2 + 2 H
2O
Khi vật liệu trao đổi ion trong các thiết bị khử muối khoáng đã bão hòa và giảm hẳn hiệu quả, chúng có thể được hoàn nguyên tương tự như cột trao đổi ion natri zeolit, chỉ khác là thay vì sử dụng nước muối thì người ta dùng dung dịch axit và base loãng làm dung dịch hoàn nguyên. Đối với cột trao đổi cation, hạt nhựa zeolit được bơm dung dịch H
2SO
4 hoặc HCl loãng (nồng độ ban đầu là 2%, tăng dần đến khoảng 6%–8%). Cột trao đổi anion được hoàn nguyên bằng dung dịch NaOH loãng (nồng độ khoảng 4%).
Ưu điểm của phương pháp khử muối khoáng là dung dịch sau khi lọc sẽ hoàn toàn loại bỏ các ion, nên được gọi là "nước khử ion" (deionized water). Tuy nhiên, do sử dụng các dung dịch axit và base như H
2SO
4, HCl, NaOH, KOH để hoàn nguyên, dễ gây nguy hiểm cho người vận hành. Ngoài ra, hạt zeolit sử dụng trong thiết bị rất đắt tiền khi cần thay thế. Do vậy, phương pháp này thường chỉ áp dụng cho những hệ thống công nghiệp lớn.

### Kết tủa
Phương pháp kết tủa, hay còn gọi là "phương pháp làm mềm nước bằng vôi–sođa", là một trong hai phương pháp làm mềm nước phổ biến nhất. Phương pháp này loại bỏ Ca2+, Mg2+ ra khỏi nước dựa trên cơ sở tính tan thấp của CaCO3 và Mg(OH)2 bằng cách dùng vôi tôi (Ca(OH)2) và sođa (Na2CO3). Sau đó, các hợp chất kết tủa CaCO3 và Mg(OH)2 vừa tạo kết tụ tạo thành bông cặn, sau đó được tách ra khỏi nước bằng các biện pháp kết bông, lắng, lọc.
Trong phương pháp làm mềm nước kết tủa, độ pH cần được điều chỉnh để dung dịch có tính kiềm để hỗ trợ phản ứng tạo kết tủa (tối thiểu pH 9,4 đối với Ca2+ và pH 10,6 đối với Mg2+). Do vậy, vôi tôi (Ca(OH)2) được sử dụng để tăng pH cho dung dịch.
Đối với độ cứng cacbonat (độ cứng tạm thời), Ca(OH)2 được cho vào nước. Ca(OH)2 phản ứng với các ion độ cứng theo cơ chế dịch chuyển cân bằng từ HCO−
3 thành CO2−
3 và tạo thành hợp chất CaCO3 ít tan. Các phản ứng xảy ra trong quá trình làm mềm nước cứng bao gồm:
H
2O + CO
2 + Ca(OH)
2  →  CaCO
3↓ + 2 H
2O
Ca(HCO
3)
2 + Ca(OH)
2  →  2 CaCO
3↓ + 2 H
2O
Mg(HCO
3)
2 + 2 Ca(OH)
2  →  2 CaCO
3↓ + Mg(OH)
2↓ + 2 H
2O
Đối với độ cứng phi cacbonat (độ cứng vĩnh cửu), sođa và vôi cùng được thêm vào nước để tạo kết tủa theo các phản ứng sau:
CaSO
4 + Na
2CO
3  →  CaCO
3↓ + Na
2SO
4
CaCl
2 + Na
2CO
3  →  CaCO
3↓ + 2 NaCl
MgSO
4 + Ca(OH)
2 + Na
2CO
3  →  Mg(OH)
2↓ + CaCO
3↓ + Na
2SO
4
MgCl
2 + Ca(OH)
2  →  Mg(OH)
2↓ + CaCl
2
Phương pháp khử cứng bằng vôi–sođa chia thành ba loại chính: phương pháp lạnh, ấm, và nóng. Với phương pháp vôi–sođa lạnh, những phản ứng hóa học xảy ra ở nhiệt độ thường. Với phương pháp vôi–sođa ấm, nhiệt độ của những phản ứng hóa học khoảng 50–60 °C. Đối với phương pháp vôi–sođa nóng, nhiệt độ nước từ 105 °C đến 115 °C. Khi đó, phản ứng hóa học diễn ra nhanh hơn, chất tủa rắn cũng dễ được loại bỏ nhờ quá trình lọc, do vậy phương pháp nóng là loại phổ biến nhất. Ngoài ra, phương pháp vôi–sođa nóng cũng dễ dàng loại bỏ silic oxit trong nước vì silic oxit sẽ bám vào Mg(OH)2 kết tủa vừa được tạo thành; điều này không thực hiện được đối với phương pháp lạnh và ấm.
Phương pháp làm mềm nước bằng vôi–sođa có một số nhược điểm nhất định. Do chất tủa có tính tan yếu, nên dung dịch sau khi được làm mềm vẫn chứa một lượng nhỏ độ cứng – khoảng 50–85 mg/L CaCO3. Phương pháp này cũng tạo ra lượng cặn bùn lớn cần có quy trình xử lý chặt chẽ, đồng thời pH cũng cần theo dõi và điều chỉnh liên tục, vì nếu không sẽ gây ra những vấn đề trong hệ thống xử lý.

### Thẩm thấu ngược

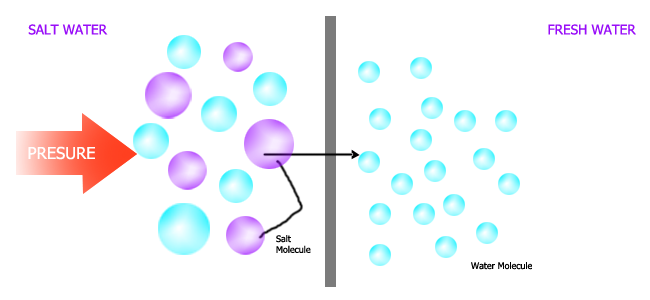
Nguyên lý hoạt động của quá trình thẩm thấu ngược

Hiện tượng thẩm thấu là quá trình di chuyển của dung dịch qua một lớp màng bán thấm; chiều của dung dịch sẽ đi từ nơi có nồng độ thấp (nhược trương) đến nơi có nồng độ cao (ưu trương). Dòng dịch chuyển này sẽ dừng lại khi nồng độ hai bên màng bán thấm cân bằng với nhau hoặc khi áp suất thẩm thấu ngăn sự di chuyển của dung dịch.
Hiện tượng thẩm thấu ngược là khi sử dụng một áp suất bên ngoài lớn hơn áp suất thẩm thấu, làm dung dịch đi xuyên qua màng bán thấm từ nơi có nồng độ cao sang nơi có nồng độ thấp. Do vậy, màng bán thấm chỉ cho phân tử nước đi qua và giữ lại những ion muối. Thiết bị thẩm thấu ngược có thể loại bỏ những thành phần vật chất lớn hơn 0,0005 μm, bao gồm những ion muối khoáng hòa tan như Cl-, SO2−
4, Na+, K+, Ca2+, Mg2+, cũng như các tạp chất khác như cặn, vi khuẩn, virus, flo, amiăng, các kim loại nặng. Hệ thống thẩm thấu ngược còn được gọi là hệ thống lọc RO (Reverse Osmosis), lọc tinh, lọc nano (ultrafiltration, nanofiltration).

### Chưng cất
Chưng cất là phương pháp dùng nhiệt năng để đun sôi nước đến điểm sôi, tạo thành hơi nước. Hơi nước sẽ được ngưng tụ và thu hồi lại. Những chất rắn hòa tan và chất lỏng có nhiệt độ sôi cao hơn nhiệt độ sôi của nước (100 °C ở áp suất khí quyển) sẽ được loại bỏ khỏi nước sau khi chưng cất. Ngoài ra, phương pháp chưng cất có thể loại bỏ vi khuẩn, virus, và các tạp chất ion như asen, bari, cadmi, crom, chì, nitrat, natri, sulfat... Phương pháp chưng cất thường được dùng để khử muối trong nước biển, xử lý nước cấp nồi hơi, cung cấp nước uống tinh khiết. Tuy nước cất có độ tinh khiết rất cao, nhưng phương pháp này có nhược điểm là chi phí vận hành cao do sử dụng nhiều năng lượng.

## Đo lường

### Phương pháp đo
Độ cứng trong nước có thể được xác định bằng phương pháp thí nghiệm hóa lý như chuẩn độ hoặc đo bằng thiết bị đo. Phương pháp đo độ cứng của nước phổ biến nhất là phương pháp chuẩn độ dùng axit etylendiamintetraaxetic (EDTA). Phương pháp chuẩn độ EDTA có thể được thực hiện trong phòng thí nghiệm với những thiết bị như buret hoặc với những bộ kit thí nghiệm được chuẩn bị sẵn. Khi chỉ cần đo khoảng giá trị độ cứng của nước mà không cần độ chính xác, có thể dùng giấy thử chỉ thị màu. Độ cứng cũng có thể được đo bằng phương pháp so màu khi dùng dung dịch EDTA và máy quang phổ. Ngoài ra, cũng có thể dùng thiết bị có đầu điện cực chọn lọc ion khi mẫu nước chứa nhiều tạp chất và độ đục cao, dẫn đến khó thực hiện đo bằng phương pháp so màu.

### Đơn vị
Độ cứng toàn phần là tổng nồng độ mol của các ion Ca2+ và Mg 2+ được tính theo đơn vị mol/L hoặc mmol/L. Tuy nhiên, độ cứng của nước thường có nhiều đơn vị khác nhau, tùy theo thang đo được sử dụng, như độ cứng tổng quát (dGH), độ cứng Đức (°HD) (không còn được sử dụng nữa), độ cứng Anh (°Clark), độ cứng Pháp (°fH), độ cứng Mỹ (ppm hoặc mg CaCO3/L).
|                          | 1 mmol/L | 1 ppm, mg/L | 1 °HD  | 1 °e, °Clark | 1 °fH   |
| ------------------------ | -------- | ----------- | ------ | ------------ | ------- |
| mmol/L                   | 1        | 0,009991    | 0,1783 | 0,1424       | 0,09991 |
| ppm, mg/L (Độ cứng Mỹ)   | 100,1    | 1           | 17,85  | 14,25        | 10      |
| °HD (Độ cứng Đức)        | 5,608    | 0,05603     | 1      | 0,7986       | 0,5603  |
| °e, °Clark (Độ cứng Anh) | 7,022    | 0,07016     | 1,252  | 1            | 0,7016  |
| °fH (Độ cứng Pháp)       | 10,01    | 0,1         | 1,785  | 1,425        | 1       |

### Phân loại
Độ cứng của nước cứng bị ảnh hưởng bởi nhiều yếu tố như thành phần các nguyên tố hòa tan trong nước, độ pH, nhiệt độ; do vậy, một thang đo rất khó mô tả chính xác độ cứng của nước. Tuy nhiên, Cục Khảo sát Địa chất Hoa Kỳ đã đưa ra thang đo so sánh và phân loại độ cứng của nước như sau:
| Phân loại           | mg-CaCO3/L | mmol/L    | °HD        | ppm     |
| ------------------- | ---------- | --------- | ---------- | ------- |
| Nước mềm            | 0–60       | 0–0,60    | 0–3,37     | 0–60    |
| Nước tương đối cứng | 61–120     | 0,61–1,20 | 3,38–6,74  | 61–120  |
| Nước cứng           | 121–180    | 1,21–1,80 | 6,75–10,11 | 121–180 |
| Nước rất cứng       | ≥ 181      | ≥ 1,81    | ≥ 10,12    | ≥ 181   |
Nước biển có độ cứng toàn phần (chỉ tính dựa trên nồng độ ion Ca2+ và Mg2+) là khoảng 6.558 mg/L theo CaCO3, còn nước ngọt có độ cứng toàn phần dưới 75 mg/L. Những loài cá nước ngọt được khuyến nghị nên nuôi trong môi trường có độ cứng từ 20 đến 400 mg/L. Tại Việt Nam, theo Quy chuẩn Kỹ thuật do Bộ Y tế ban hành, độ cứng tính theo CaCO3 trong nước sinh hoạt có giới hạn tối đa là 350 mg/L được áp dụng đối với các cơ sở cung cấp nước.

### Các loại chỉ số

#### Chỉ số bão hòa Langelier
Chỉ số bão hòa Langelier (LSI) được xem là chỉ số thường gặp nhất trong các chỉ số bão hòa calci cacbonat, được dùng để xác định khả năng hình thành cáu cặn của nước. Chỉ số bão hòa Langelier được đề xuất lần đầu tiên vào năm 1936, bởi Giáo sư Đại học California, W. F. Langelier. Chỉ số bão hòa Langelier dựa trên ảnh hưởng của độ pH đối với độ tan của calci cacbonat trong nước, theo những phương trình cân bằng sau:
H
2CO
3  ⇌  HCO−
3 + H+

HCO−
3  ⇌  CO2−
3 + H+

Chỉ số bão hòa Langelier được xác định bằng hiệu số giữa độ pH đo được của nước (pHa) và độ pH khi bão hòa CaCO3 (pHs), với điều kiện độ cứng và độ kiềm không đổi trong hai trường hợp. Công thức xác định chỉ số bão hòa Langelier được biểu diễn như sau:
LSI = pHa − pHs
- Nếu LSI > 0, nước có xu hướng hình thành cáu cặn do quá bão hòa CaCO3.
- Nếu LSI < 0, nước có xu hướng hòa tan CaCO3 có trong nước; do vậy, không có xu hướng tạo thành cáu cặn.
- Nếu LSI = 0, trong nước tồn tại trạng thái cân bằng của CaCO3, tuy nhiên, những yếu tố như tính chất nước, nhiệt độ, sự bay hơi, đều có thể thay đổi trạng thái cân bằng và chỉ số LSI.[54][59]

Độ pH bão hòa CaCO3 (pHs) được tính theo công thức sau:
pHs = (9,3 + A + B) – (C + D)
Trong đó:
A = log10[TDS] − 1/10
B = −13,12 × log10(°C + 273) + 34,55
C = log10 [Ca2+] − 0,4
D = log10 [ACaCO3]
Ghi chú:
[TDS]: Tổng chất rắn hòa tan (mg/L)
[Ca2+]: Nồng độ Ca2+ tính theo CaCO3 (mg/L hoặc ppm)
[ACaCO3]: Độ kiềm tính theo CaCO3 (mg/L hoặc ppm)
Giả sử một mẫu nước có kết quả phân tích hóa lý như sau:
Nhiệt độ = 25 °C
pH = 7,5
TDS = 320 mg/L
Calci = 150 mg/L (or ppm) tính theo CaCO3
Độ kiềm A = 34 mg/L (or ppm) tính theo CaCO3
Công thức tính chỉ số bão hòa LSI:
LSI = pHa − pHs
pHs = (9,3 + A + B) − (C + D) với:
A = log10[TDS] − 1/10 = 0,15
B = −13,12 × log10(°C + 273) + 34,55 = 2,09 (ở điều kiện nhiệt độ 25 °C)
C = log10[Ca2+] – 0,4 = 1,78
D = log10[ACaCO3] = 1,53
pHs = (9,3 + 0,15 + 2,09) – (1,78 + 1,53) = 8,23
LSI = 7,5 – 8,23 = −0,73
Chỉ số bão hòa LSI nhỏ hơn 0; do vậy, mẫu nước không có xu hướng tạo thành cáu cặn.
Một số nghiên cứu được thực hiện nhằm tìm ra mối liên hệ giữa chỉ số bão hòa Langelier và sự ăn mòn kim loại. Khi chỉ số LSI lớn hơn 0, cáu cặn có thể được hình thành, giúp tạo lớp bảo vệ kim loại chống lại sự ăn mòn. Khi LSI nhỏ hơn 0, lớp cáu cặn không thể hình thành, dẫn đến kim loại có thể bị tấn công bởi tác động ăn mòn của môi trường. Tuy nhiên, việc sử dụng chỉ số LSI nhằm dự báo độ ăn mòn vẫn gây tranh cãi. Theo P.R. Roberge (1999), chỉ số LSI không được dùng làm chỉ số xác định khả năng ăn mòn đối với thép hoặc những kim loại khác dùng trong ngành xây dựng. Chỉ số LSI chỉ thể hiện độ ổn định của cáu cặn calci cacbonat có sẵn trong môi trường nước hoặc những cấu trúc chứa calci cacbonat khác. Chỉ số LSI và các chỉ số bão hòa khác không đảm bảo tính chất ngăn ngừa ăn mòn. Theo một số nghiên cứu, chỉ số bão hòa LSI chỉ được dùng để dự đoán khả năng xảy ra hiện tượng ăn mòn trong môi trường nước có khoảng pH từ 6,5 đến 9,5.

#### Chỉ số Ryznar
Chỉ số ổn định Ryznar (RSI), hay còn gọi chỉ số bão hòa Ryznar, dựa trên dữ liệu đo lường độ dày lớp cáu cặn trong hệ thống cấp nước đô thị để dự đoán ảnh hưởng tính chất hóa học của nước. Chỉ số RSI được xây dựng dựa trên những quan sát thực nghiệm của tốc độ ăn mòn và sự hình thành lớp màng cáu cặn trong đường ống nước bằng thép. Cũng giống như chỉ số LSI, chỉ số RSI cũng dựa trên lý thuyết tính bão hòa CaCO3; tuy nhiên, khác với LSI, chỉ số RSI chỉ có giá trị dương (lớn hơn 0).
Chỉ số RSI được tính theo công thức sau:
RSI = 2 pHs − pH
pHs: pH ở điều kiện bão hòa CaCO3
pH: Giá trị đo của mẫu nước
- Nếu RSI trong khoảng 6,5 < RSI < 7, nước được xem tương đương ở trạng thái cân bằng bão hòa với calci cacbonat.
- Nếu RSI < 6, nước ở trạng thái quá bão hòa CaCO3, có xu hướng tạo thành cáu cặn. Chỉ số RSI càng thấp, khả năng tạo cáu cặn càng nhiều.[67]
- Nếu RSI > 7, cặn calci cacbonat không thể hình thành (nước ở trạng thái dưới bão hòa CaCO3). Nếu RSI > 8, có thể dẫn đến hiện tượng ăn mòn.[68] Nếu RSI > 9, có thể gây hư hỏng những cấu kiện thiết bị bằng sắt hoặc thép, như bơm, trong khoảng thời gian ngắn.[65][67]

#### Chỉ số Puckorius
Chỉ số tạo cáu cặn Puckorius (PSI) được sử dụng nhằm định lượng mối liên hệ giữa trạng thái bão hòa và khả năng hình thành cáu cặn bằng cách ước lượng khả năng tạo dung dịch đệm (buffering) của nước. Nước có nồng độ calci cao nhưng có tính kiềm và khả năng đệm thấp có thể dẫn đến việc độ bão hòa calci cacbonat cao. Nồng độ calci cao sẽ dẫn đến tích số giữa ion và hoạt độ cao. Đồ thị của tích số ion–hoạt độ và lượng tủa rắn trong nước cho thấp nếu calci bị kết tủa, sẽ làm độ pH tăng mạnh do tính đệm của dung dịch thấp.
Chỉ số PSI được tính theo công thức gần giống với chỉ số RSI. Tuy nhiên, chỉ số Puckorius sử dụng pH cân bằng thay vì pH thực (pH đo lường) nhằm xét đến sự ảnh hưởng của tính đệm trong dung dịch:
PSI = 2 pHcb − pHs
Với pHcb = 1,465 × log10[A] + 4,54.
Độ kiềm: [A] = [HCO−
3] + 2[CO2−
3] + [OH−
].
- PSI < 5,5: Nước có xu hướng tạo thành cáu cặn.
- 5,5 < PSI < 6,5: Khoảng giá trị PSI tối ưu. Dung dịch ở trạng thái cân bằng.
- PSI > 6,5: Nước có xu hướng ăn mòn.[70]

#### Các loại chỉ số khác
Ngoài 3 chỉ số được nêu trên, một số loại chỉ số bão hòa khác được sử dụng như Chỉ số Larson–Skold, Chỉ số Stiff–Davis, và Chỉ số Oddo–Tomson.